# Velarifictorus novaeguineae
Velarifictorus novaeguineae är en insektsart som beskrevs av Andrej Vasiljevitj Gorochov 1988. Velarifictorus novaeguineae ingår i släktet Velarifictorus och familjen syrsor. Inga underarter finns listade i Catalogue of Life.